# Stierbergsteich
Der Stierbergsteich in der Montanregion Harz ist ein für Bergbauzwecke angelegter Teich nahe Rothesütte auf der Grenze der Landkreise Harz (Sachsen-Anhalt) und Nordhausen (Thüringen).

## Geographische Lage
Der Stierbergsteich liegt im Südharz auf der Grenze der Naturparks Harz (Sachsen-Anhalt) und Südharz (Thüringen) zwischen Trautenstein im Nordnordosten (Sachsen-Anhalt), Rothesütte im Südwesten und Sophienhof im Ostsüdosten (beide in Thüringen). Der Teich befindet sich zwischen den Buchenköpfen (603,1 m ü. NHN) und dem Stierberg (602,4 m) im Ostnordosten auf etwa 555 m Höhe. Gespeist und entwässert wird er von einem kleinen Zufluss des Rappbode-Zuflusses Dammbach.
Im Bereich des Teichs verlief früher entlang der heutigen Grenze von Sachsen-Anhalt und Thüringen die Grenze zwischen den Königreichen Preußen und Hannover.

## Zweck
Der Stierbergsteich wurde künstlich angelegt, um einst das Aufschlagwasser für ein bachabwärts gelegenes Wasserrad anzustauen. Mit dem Rad wurden die Pumpen betrieben, die das Grubenwasser aus Schächten naher Bergwerke hoben, in denen zumeist Roteisenerz abgebaut wurde.

## Wandern
Der Stierbergsteich ist als Nr. 48 in das System der Stempelstellen der Harzer Wandernadel einbezogen. Der Stempelkasten hängt in einer am Südostufer des Teichs stehenden Schutzhütte (⊙).